# Фёдоровка (Зеньковская городская община)
Федоровка (укр. Федорівка) — село,
Великопавловский сельский совет,
Зеньковский район,
Полтавская область,
Украина.
Код КОАТУУ — 5321381402. Население по переписи 2001 года составляло 43 человека.

## Географическое положение
Село Федоровка находится на берегу реки Тарапунька,
выше по течению на расстоянии в 1,5 км расположено село Великая Павловка.
Рядом проходит автомобильная дорога Т-1706.

## История
Село указано на специальной карте Западной части России Шуберта 1826-1840 годов как хутор Федоровский